# 501 v. Chr.
Portal Geschichte | Portal Biografien | Aktuelle Ereignisse | Jahreskalender | Tagesartikel

◄ |
7. Jahrhundert v. Chr. |
6. Jahrhundert v. Chr. |
5. Jahrhundert v. Chr. |
►

◄ | 520er v. Chr. | 510er v. Chr. | 500er v. Chr. | 490er v. Chr. |
480er v. Chr. |
►

◄◄ | ◄ | 504 v. Chr. | 503 v. Chr. | 502 v. Chr. | 501 v. Chr. |
500 v. Chr. |
499 v. Chr. |
498 v. Chr. |
► |
►►

## Ereignisse
Titus Larcius und Postumus Cominius sind der Legende nach Konsuln der Römischen Republik. Aufgrund von Unruhen in der Stadt, die sich zu einem Krieg mit den Sabinern zu entwickeln drohen, soll mit Titus Larcius zum ersten Mal ein Römischer Diktator ernannt worden sein. Dessen magister equitum ist der letztjährige Konsul Spurius Cassius Vecellinus.